# 第一本書

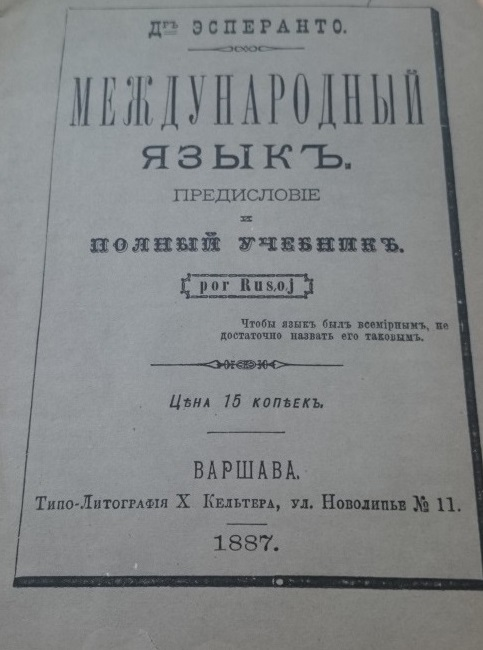
俄語版《第一本書》

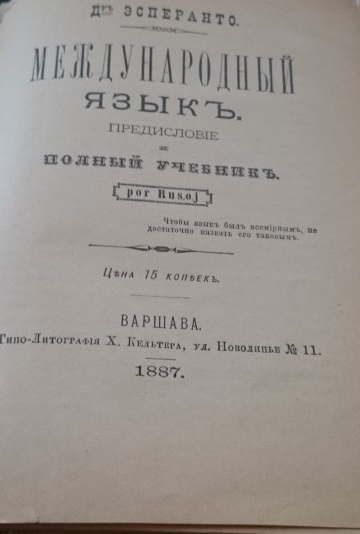

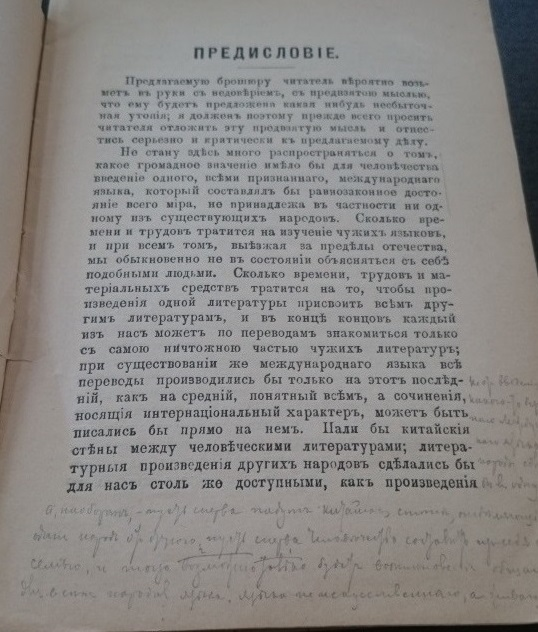

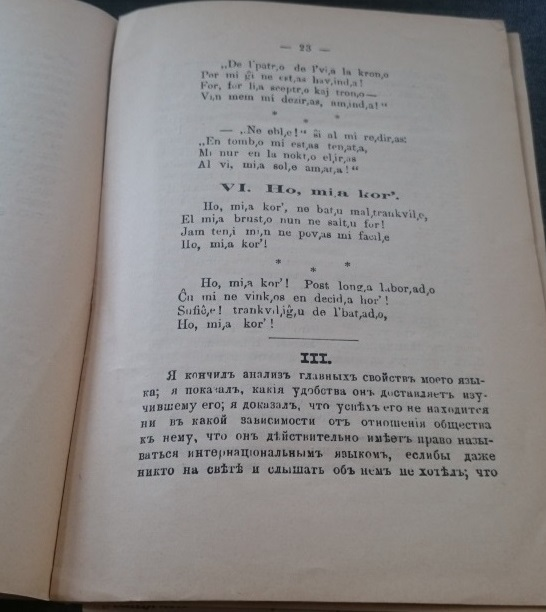

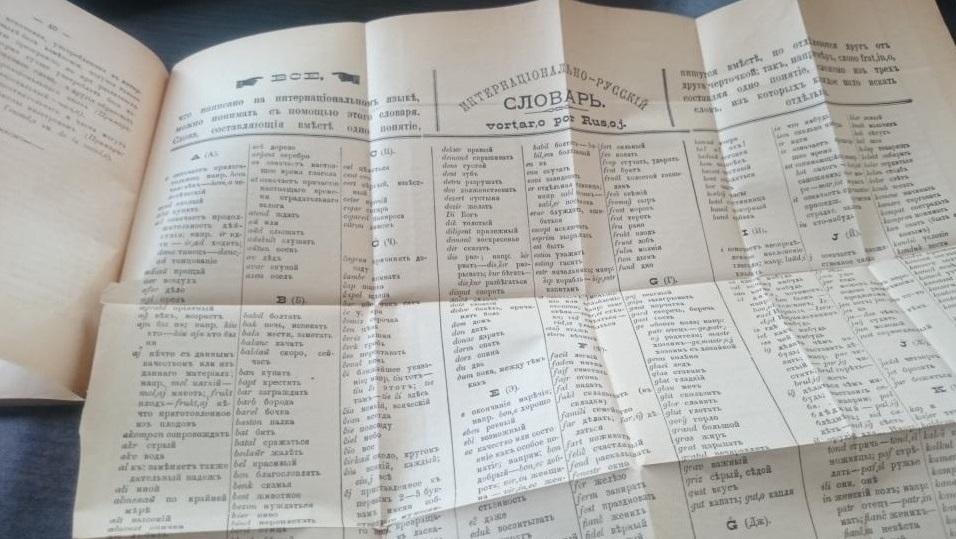

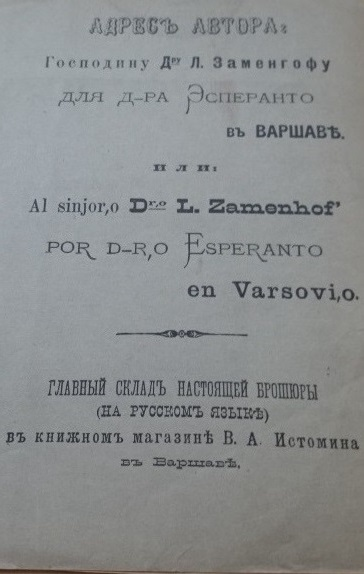

Unua Libro（《第一本書》）是國際語（Lingvo Internacia，世界語的原名）的基礎教科書。此書是由柴門霍夫以「希望者醫師」（Doktoro Esperanto）的筆名在1887年7月26日出版的。

## 印刷語言
此書最初是以俄語印刷的，而在1887年末時被翻譯為波蘭語、德語、法語及英語。在1888年末，《第二本書》及《第二本書的附錄》印刷完成。在1889年，《第一本書》被翻譯為希伯來語。

## 內容
此書有40頁，內含有：
- 前言（28頁），內有第一份世界語的文本：
  - Patro Nia（「我們之父」，即主禱文）
  - 聖經
  - 信件範本
  - 「我的想法」（詩）
  - 海因里希·海涅作品的翻譯
  - 「啊，我的心」（詩）

## 外部連結
维基共享资源上的相關多媒體資源：第一本書